# نهر شيكاغو

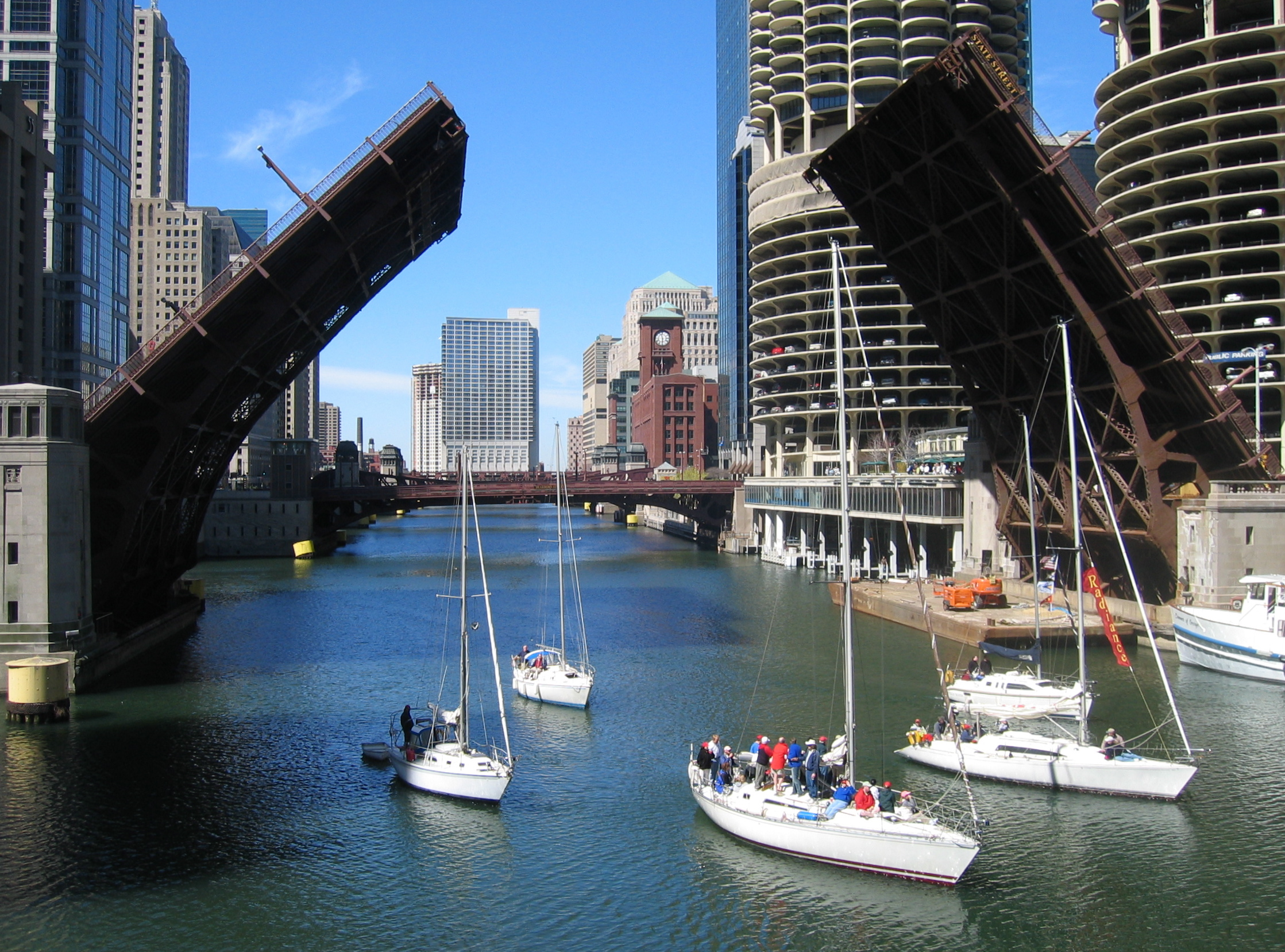
جسر متحرك على نهر شيكاغو

نهر شيكاغو (بالإنجليزية: Chicago River)‏ يبلغ طوله 251 كم، يوجد بشيكاغو إلينوي في الولايات المتحدة، ومنبعه الأصلي هو بحيرة ميشيغان ويتدفق من وسط شيكاغو، وتميز النهر بهندسة القرن التاسع عشر. يوجد على نهر شيكاغو 38 جسر متحرك وأنشأ أول جسر على نهر شيكاغو عام 1832 وأول جسر متحرك أنشأ في عام 1834.

## معرض صور

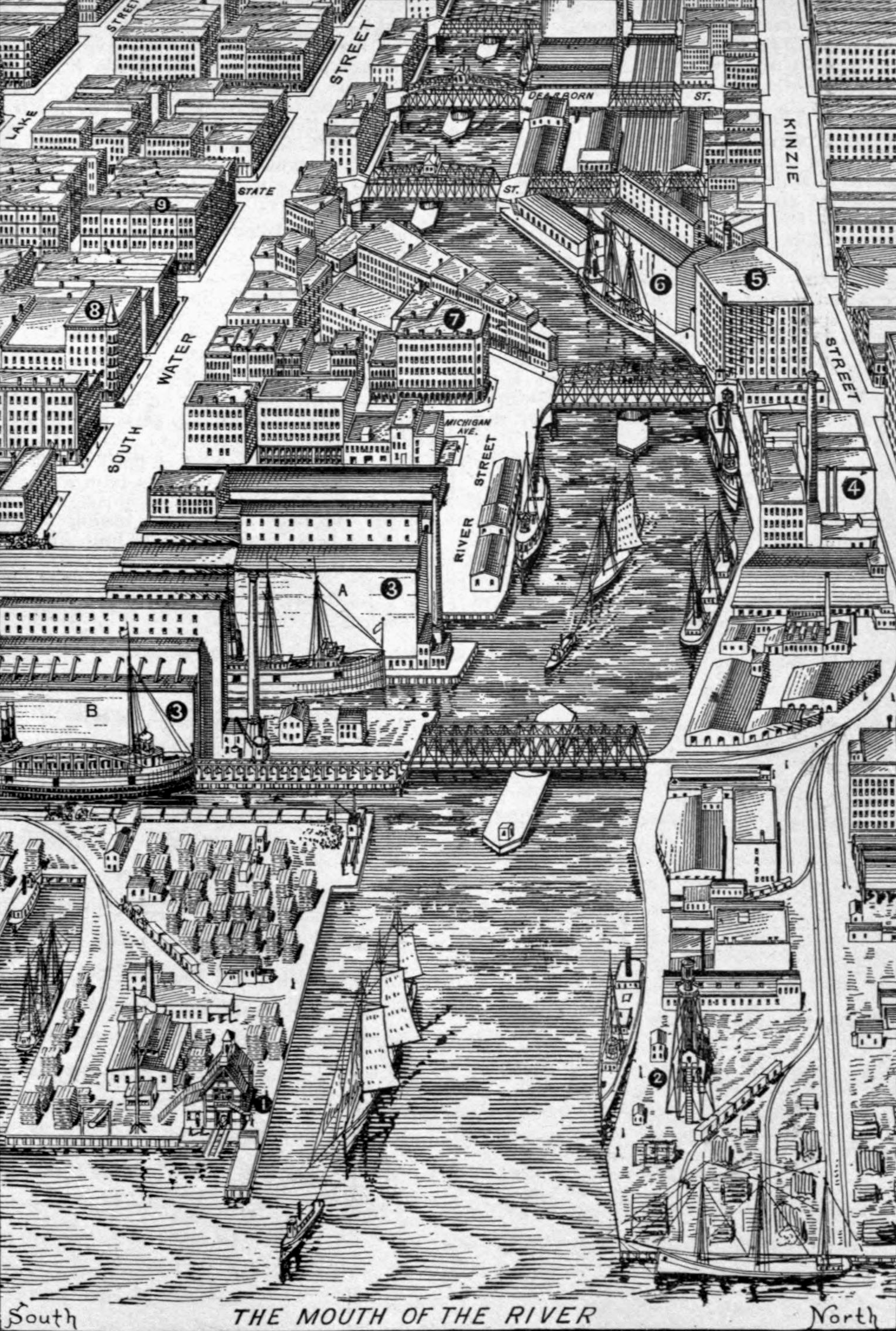
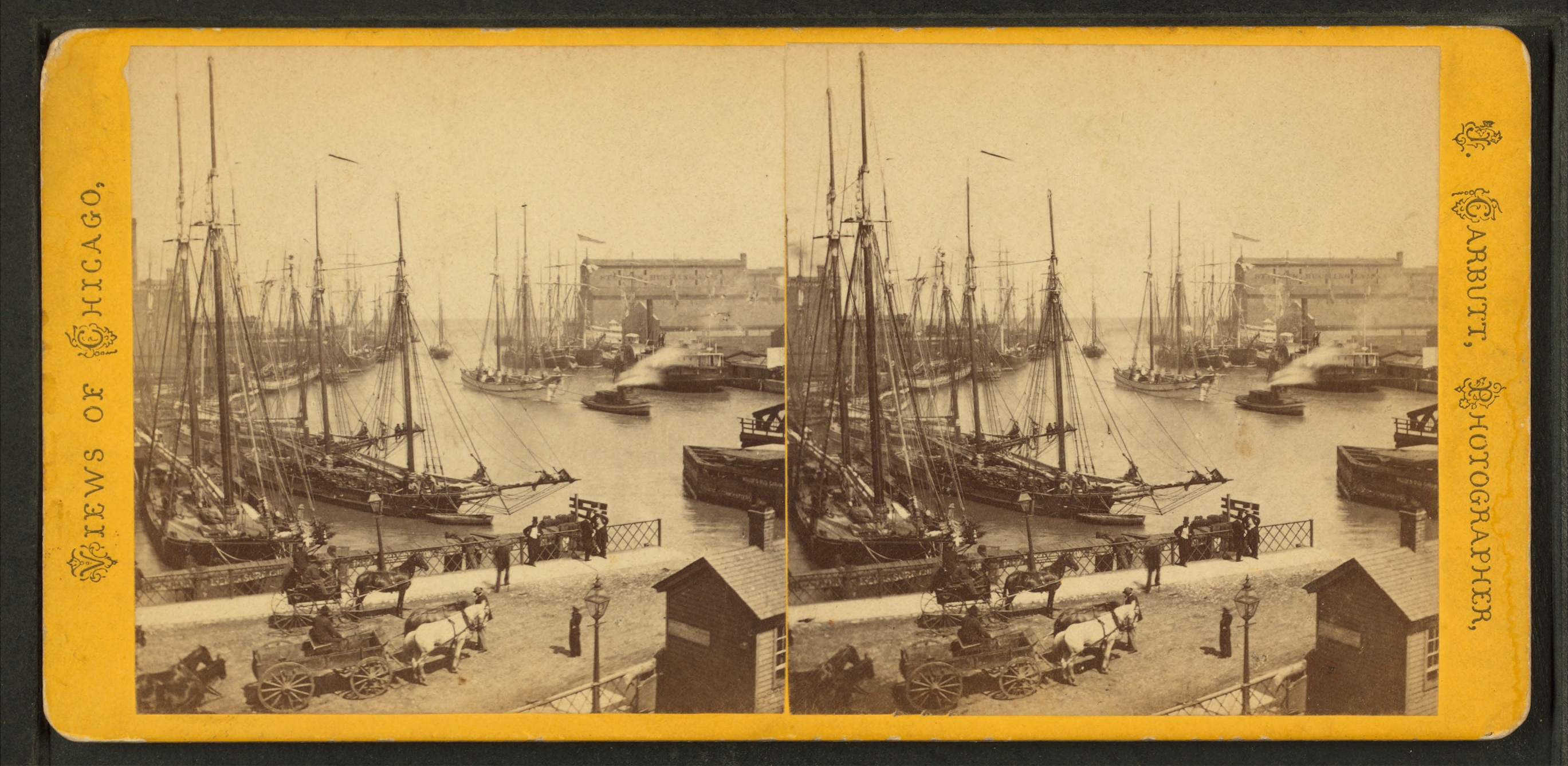
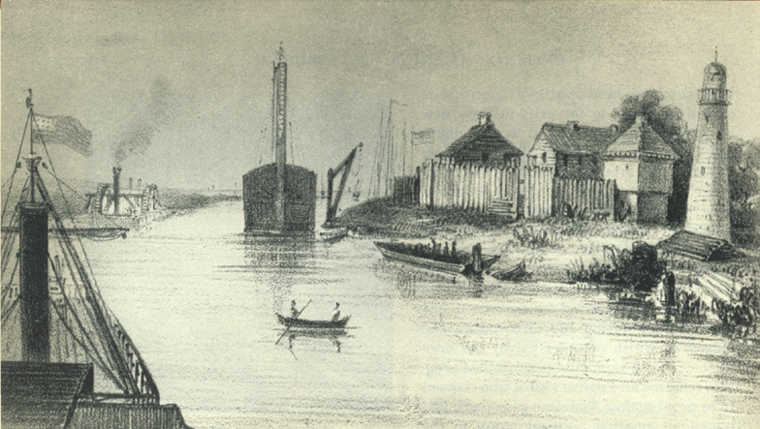